# クインシー (CA-71)
| USS_Quincy_(CA-71)_in_early_1944 |                                                                        |
| 艦歴                             |                                                                        |
| 発注:                            | 1940年6月17日                                                          |
| 起工:                            | 1941年10月9日                                                          |
| 進水:                            | 1943年6月23日                                                          |
| 就役:                            | 1943年12月15日                                                         |
| 退役:                            | 1954年7月2日                                                           |
| 除籍:                            | 1973年10月1日                                                          |
| その後:                          | 1974年に廃棄                                                           |
| 性能諸元                         |                                                                        |
| 排水量:                          | 13,600 トン                                                            |
| 全長:                            | 673 ft 5 in (205.3 m)                                                  |
| 全幅:                            | 70 ft 10 in (31.4 m)                                                   |
| 吃水:                            | 20 ft 6 in                                                             |
| 機関:                            |                                                                        |
| 最大速:                          | 33 ノット                                                              |
| 乗員:                            | 士官、兵員1,142名                                                      |
| 兵装:                            | 55口径8インチ砲9門、 59口径5インチ砲12門、 40mm機銃40基、 20mm機銃24基 |
| 搭載機:                          | 2機                                                                    |

クインシー (USS Quincy, CA-71) は、アメリカ海軍の重巡洋艦。ボルチモア級重巡洋艦の4番艦。艦名はマサチューセッツ州クインシーに因む。その名を持つ艦としては3隻目。

## 艦歴
クインシーは1941年10月9日にマサチューセッツ州クインシーのベスレヘム・スチール社でセントポールの艦名で起工し、1942年10月16日に、8月9日の第一次ソロモン海戦で戦没したクインシー (USS Quincy, CA-39) の名を受け継いで改名される。1943年6月23日にヘンリー・S・モーガン夫人（チャールズ・フランシス・アダムズの娘）によって進水する。1943年12月15日にマサチューセッツ州サウスボストンのアメリカ海軍乾ドックでエリオット・M・セン艦長の指揮下就役した。

### 第二次世界大戦
トリニダードとベネズエラの間にあるパリア湾での整調後、クインシーは1944年3月27日に第22任務部隊に配属され、メイン州カスコ湾で訓練を行う。その後第27.10任務群と共に北アイルランドのベルファストに向けて出航、5月14日に到着すると第12艦隊に合流する。翌15日、連合軍最高司令官ドワイト・D・アイゼンハワー将軍およびアラン・G・カーク少将がベルファスト湾で部隊の艦を観閲した。
クインシーは5月20日にベルファスト湾を出航、クライドに向かいスコットランドのグリーノック沖に停泊、艦砲射撃の特別訓練を開始した。その後ベルファスト湾に帰還し、ヨーロッパ侵攻作戦の最終準備に入る。1944年6月6日の作戦当日には第125任務部隊の一部として05:37からユタ・ビーチの正面、バイエ・デ・ラ・サインに対して砲撃を開始した。
6月6日から17日までの間に、クインシーは敵拠点に対する正確なピンポイント射撃を行う。また、長距離砲を納めた沿岸砲台を沈黙させ、掃海作業の支援を行った。触雷し乗組員が脱出中の駆逐艦コリー (USS Corry, DD-463)、グレノン (USS Glennon, DD-620)、護衛駆逐艦リッチ (USS Rich, DE-695) に対して砲撃を行っていた敵の砲台に攻撃を行い、脱出を支援した。その後クインシーは6月17日にクインヴィルの解放に参加した。

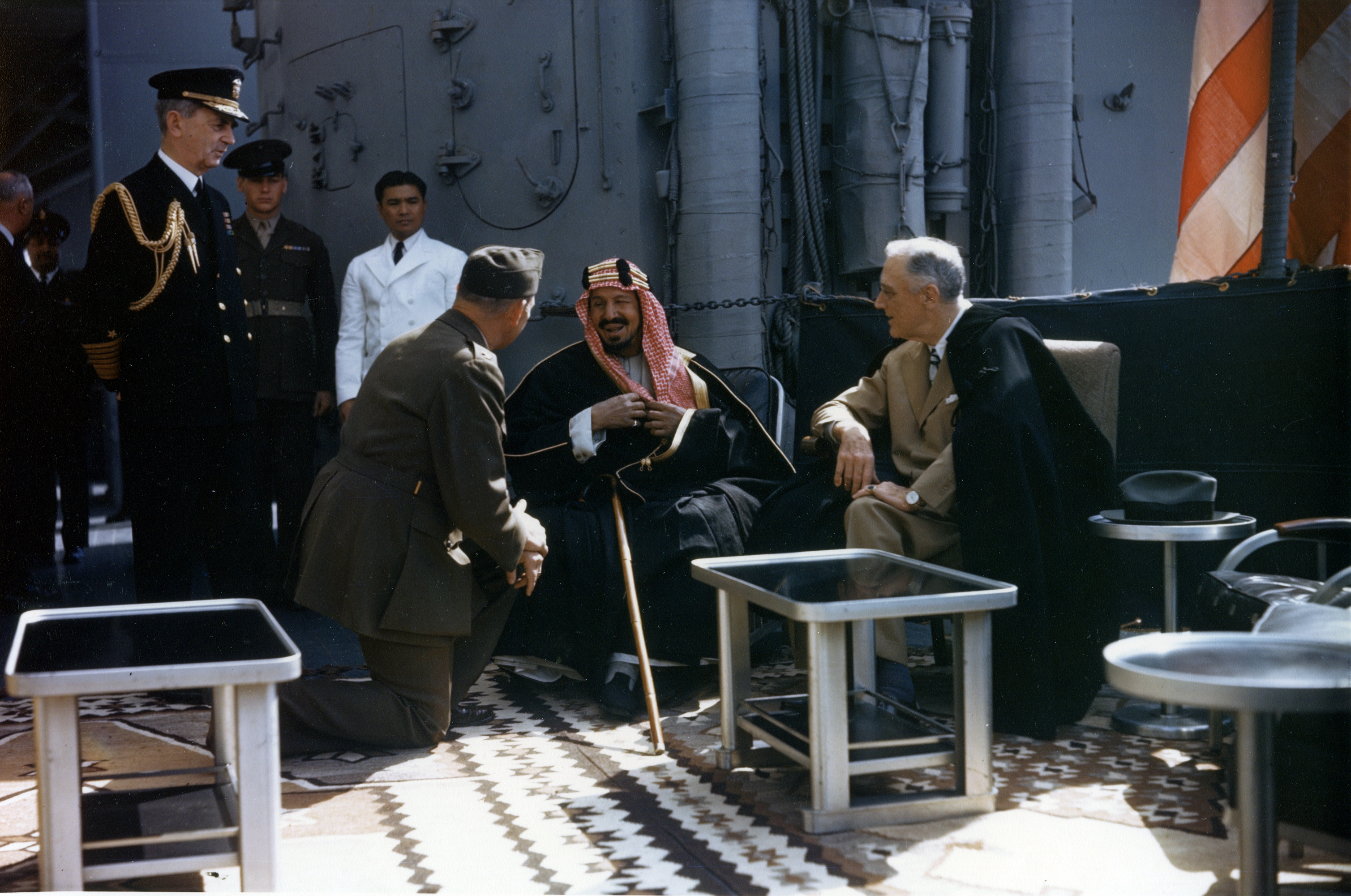
グレートビター湖で会談するサウード国王とルーズベルト大統領。左はリーヒ提督

### 朝鮮戦争およびその後
クインシーは1946年10月19日にワシントン州ブレマートンのピュージェット・サウンド海軍造船所で予備役となり、太平洋予備役艦隊ブレマートン・グループで1952年1月31日まで保管された後、再び就役し朝鮮半島での国連軍を支援するため第7艦隊に配属された。整調および慣熟訓練の後、クインシーは高速空母任務群の護衛として韓国沖合で1953年7月25日から12月1日まで活動した。クインシーは1954年7月2日に再び退役した。
クインシーは第二次世界大戦の戦功で4個の従軍星章を受章した。クインシーの乗組員はさらに大西洋と太平洋両戦線の従軍記章を受章した。
サウジアラビア国王アブドゥルアズィーズ・イブン＝サウードとルーズベルト大統領の会談が開催されたことを記念して、リヤドのアメリカ大使館はクインシー・ハウスと命名された。1995年にその50周年を記念して記念式典が開催された。当時のアメリカ大使レイ・マバスは会談の模型を個人的に寄付し、この模型はクインシー・ハウスで展示されている。